# Mēness
Mēness  var månens gud inom litauisk mytologi. 
Han beskrivs också som krigets gud och tillbads före ett slag. Han var gift med solgudinnan, Saule.